# Netzberg (Harz)

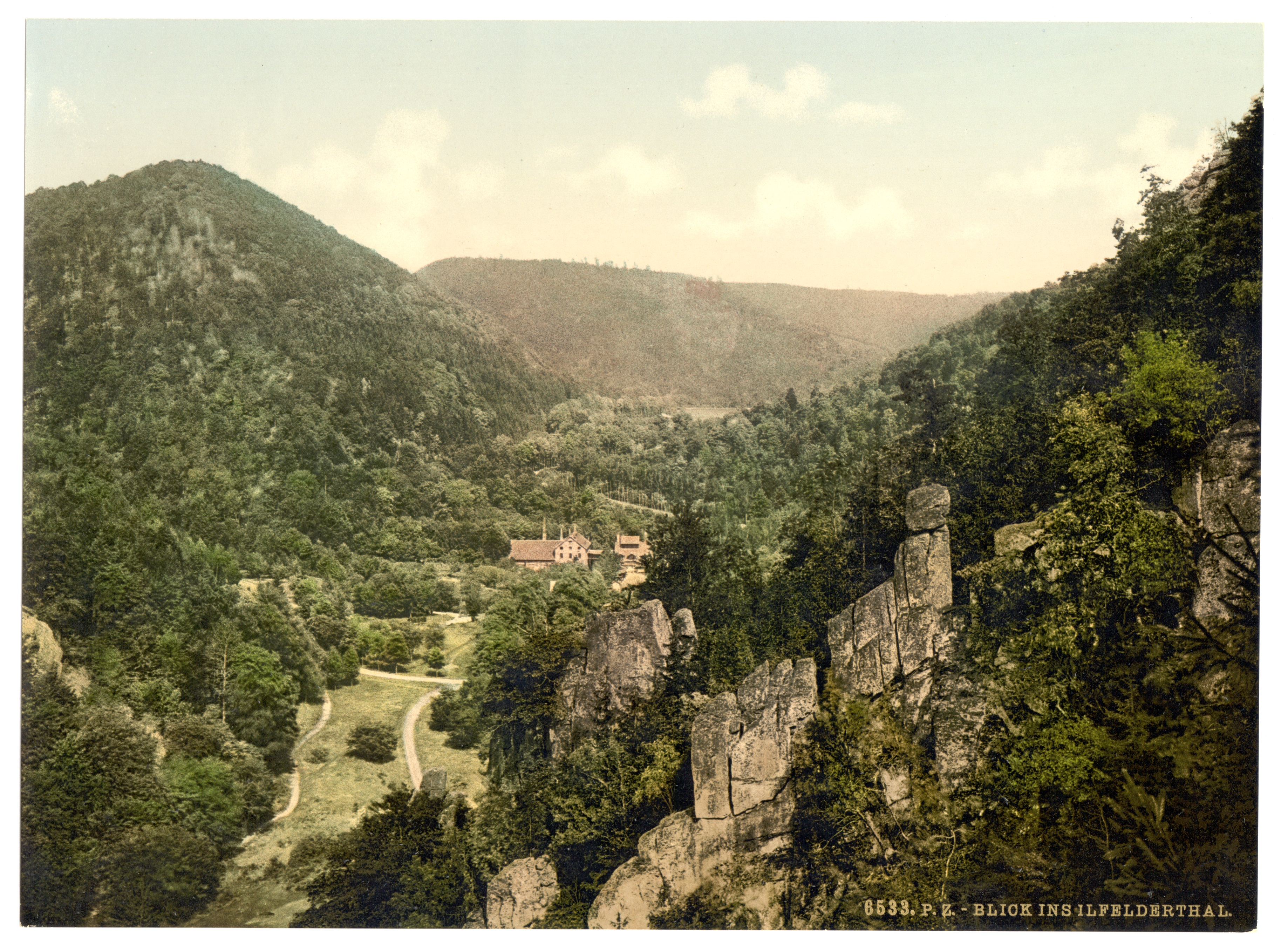
Blick zum Netzberg (links) im Ilfelder Tal, vor 1900

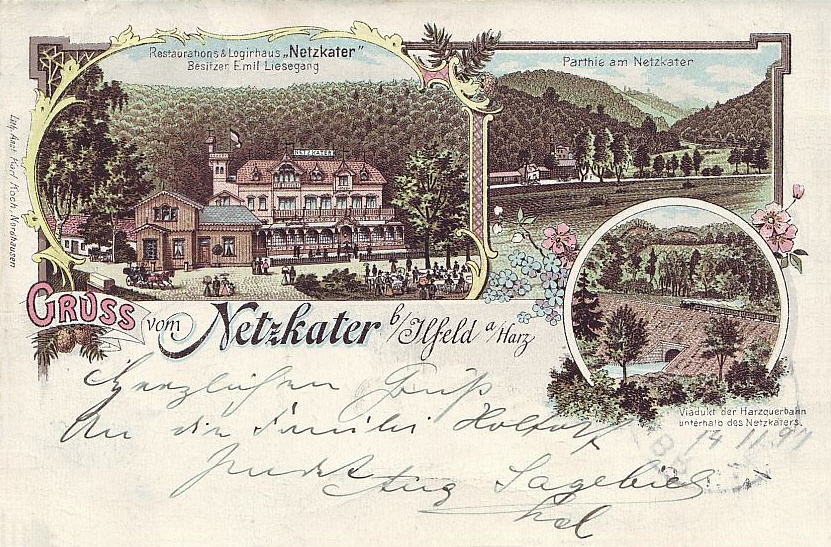
Hotel „Netzkater“ auf einer 1897 gelaufenen Lithographie

Der Netzberg ist ein 486,5 m ü. NHN hoher Berg nördlich von Ilfeld im Harz.

## Beschreibung
Der markante Kegelberg erhebt sich westlich des Tales der Bere und wird nördlich vom Tal des Schuppenbaches und südlich vom Fischbachtal begrenzt. Südöstlich des Berges liegt die Ilfelder Talbrauerei und nordöstlich Netzkater. Etwa 460 Meter in südöstlicher Richtung liegt die 505 m hohen Dühringsklippe.
Der Netzberg wird bereits 1263 urkundlich als Netzwigessberg erwähnt. Benannt wurde er nach einem Fischteich im heutigen Beretal, der von den Mönchen des Klosters Ilfeld zu Beginn des 13. Jahrhunderts angelegt worden ist. 1271 erfolgte der Verkauf des Netzberges (Neczewagesberch) von Seiten der Grafen von Hohnstein an das Kloster Ilfeld.
In der Waldeinsamkeit am Netzberg lebte in der Mitte des 13. Jahrhunderts der Eremit Jordanis.
Friedrich Gottschalck berichtet 1806: Unter dem Netzberge nordwestwärts von Ilfeld findet sich auf dem Ochsenplatze eine purgirende Quelle und eine Sorte Kattunstein, der in Schiefern bricht.
1845 berichtet Pastor H. Müller: „Im reizenden Behrthale ist der sogenannte Gänseschnabel, der eine schöne Felsenparthie ist, des Sehens werth. Weiterhin liegt der Netzberg, eine kegelartige Gestalt, wo man rothen Jaspis findet. Am Fuße desselben ist eine Quelle, deren Wasser das Purgiren befördert.“
Von alters her ist der Netzberg „als der Fundort von Chalcedon-Mandeln bekannt“.
Am östlichen Fuße des Berges führt die Bundesstraße 4 entlang, die durch das Schuppental (Tal des Schuppenbaches) von Rothesütte herabführt und in die beim ehemaligen Hotel Netzkater die von Hasselfelde kommende Bundesstraße 81 mündet. An dieser Stelle wurde nach 1848 ein hannoversches Chausseehaus errichtet, in dem Chausseegeld für die Straßenbenutzung entrichtet werden musste, da Ilfeld damals zum Königreich Hannover gehörte. Gegenüber dem früheren Chausseehaus (dem späteren Hotel „Netzkater“) befinden sich heute eine Raststätte und Bikertreff.
Unterhalb des Netzberges liegt die von der Bere durchflossene Netzwiese, an deren Ende die Bundesstraße 4 auf der Netzbrücke über die Bere führt.